# عسل‌خوار گونه‌خاردار
عسل‌خوار گونه‌خاردار (نام علمی: Acanthagenys rufogularis) نام یک گونه از تیره عسل‌خوار است. ابن گونه یک پرنده نسبتاً بزرگ، با اندازه‌ای به طول ۲۲تا۲۷سانتی‌متر می‌باشد. این پرنده عسل خوار از شهد، شکوفه، حشره، و خزندگان تغذیه می‌کند. این پرنده بیشتر در بیابان‌ها در میان بیشه زارها، و کرناها یافت می‌شود. پراکنش این پرنده از استرالیا تا تاسمانی می‌باشد.